# Cyphocarpa gregorii
Cyphocarpa gregorii är en amarantväxtart som beskrevs av Spencer Le Marchant Moore. Cyphocarpa gregorii ingår i släktet Cyphocarpa, och familjen amarantväxter. Inga underarter finns listade i Catalogue of Life.